# (3799) Novgorod
(3799) Novgorod (1979 SL9) – planetoida z pasa głównego asteroid okrążająca Słońce w ciągu 5,59 lat w średniej odległości 3,15 j.a. Odkrył ją Nikołaj Czernych 22 września 1979 roku.